# Mario Roberto Dal Poz
Mario Roberto Dal Poz (maggio 1950) è un medico brasiliano, che dal 2002 al 2012 ha coordinato in Svizzera il programma Health Workforce Information and Governance dell'Organizzazione Mondiale della Sanità.

## Biografia
Laureatosi in medicina con specializzazione in pediatria nel 1975, frequentò un master in medicina sociale e completò gli sutdi con un dottorato in sanità pubblica alla Fundação Oswaldo Cruz di Rio de Janeiro.
Dal 2000 al 2012, collaborò con l'OMS per lo sviluppo dei sistemi sanitari in vari Paesi membri, ed in particolare alla redazione del World Health Report ("Rapporto sulla salute mondiale") del 2006, che ha portato all'attenzione dell'opinione pubblica mondiale la crisi della forza lavoro nel settore sanitario, con frequenti riferimenti alla mancanza di dati disponibili e di sistemi informativi di gestione delle risorse umane in intere aree geografiche.
Il World Health Day del 2006 fu dedicato dall'OMS a tale tematica. Due anni più tardi, tenne un intervento dal titolo  Global Response to the Health Workforce Crisis all'Università della California - Berkeley. Nel 2009,ricevette dal Presidente del Brasile Oswaldo Cruz la medaglia al merito omonima per i suoi contributi nel campo della salute pubblica.
Autore di articoli pubblicati da The Lancet e da Health Policy and Planning
, è professore associato all'Istituto di Medicina Sociale dell'Università di Rio de Janeiro, direttore della rivista Human Resources for Health , membro del comitato editoriale di Revista Espaço para a Saude e del Bulletin of the World Health Organization, che dal 2003 viene pubblicato dall'editore BioMed Central in collaborazione con l'OMS.